# Poesia anacreontica
La poesia anacreontica è una corrente poetico-letteraria che prende il suo nome dal lirico greco Anacreonte, poiché richiamava i temi giocosi che egli spesso trattava nelle sue opere, quali l'amore, l'amicizia, la natura, il divertimento, il vino, la socialità. Si sviluppa durante il periodo rococò, con una tale intensità che, addirittura, la poesia di questo secolo XVIII è spesso interamente identificata con il movimento artistico stesso. La nascita di questa corrente si può rintracciare nella nuova concezione della vita adottata dai contemporanei: si faceva strada il pensiero della brevità della vita, e si tendeva a cogliere il momento (carpe diem), a vivere la propria esistenza in modo esaustivo, senza rinunce o sacrifici, poiché la vita stessa era un momento irripetibile.
Si sviluppa soprattutto in Germania.

## L’Anakreontiktedesco
Johann Christoph Gottsched tradusse per primo, nel 1733, alcune poesie di Anacreonte in tedesco, e adottò lo stile e i temi di quelle opere, adattandole alla lingua tedesca. In un primo momento, lo stile non prese piede in Germania, poiché considerato troppo ricercato, dotto, ampolloso (stile tipico dell'epoca) e con narrazione lenta, troppo focalizzata sullo stesso punto e con grandissimo uso di metafore ed emblemi; In un secondo momento, invece, la poesia anacreontica cominciò a diffondersi grazie alle opere di Johann Wilhelm Ludwig Gleim, considerato il vero capostipite nonché maestro di questa corrente poetica, di cui stabilì anche una metrica precisa: verso alessandrino di 12 o 13 sillabe, ritmo giambico e, molto spesso, uscita al femminile, con rima baciata o alternata.
Maggiori esponenti
- Johann Wilhelm Ludwig Gleim;
- il primo Johann Wolfgang von Goethe;
- Friedrich von Hagedorn;
- Friedrich Gottlieb Klopstock;
- Gotthold Ephraim Lessing;
- Friedrich Schiller.

Esponenti minori
- Iacopo Vittorelli;
- Irene Parenti Duclos;
- Giuseppe Parini;
- Maria Luisa Cicci[1].